# Ščučja
Ščučja (rusky Щучья), na horním toku Velká Ščučja (rusky Большая Щучья [Bolšaja Ščučja]), je řeka v Jamalo-něneckém autonomním okruhu Ťumeňské oblasti v Rusku. Je dlouhá 565 km. Plocha povodí měří 12 300 km².

## Průběh toku
Pramení na Polárním Uralu, kde odtéká z jezera Velké Ščučje. Ústí zleva do ramene Obu Malá Ob.

## Vodní režim
Zdrojem vody jsou sněhové a dešťové srážky. Průměrný průtok vody ve vzdálenosti 141 km od ústí činí přibližně 109 m³/s. Zamrzá v říjnu a rozmrzá na konci května až na začátku června, přičemž od února do konce dubna promrzá až do dna. Nejvyšších vodních stavů dosahuje od června do září.

## Využití
Řeka je místem tření lososovitých ryb (síh malý, síh severní, síh nosatý).